# Dacorum
Dacorum  är ett distrikt (motsvarande kommun) i grevskapet Hertfordshire i England, Storbritannien. Distriktet har 156 123 invånare (2022). 
Större orter är Berkhamsted, Hemel Hempstead och Tring. Distriktet är indelat i 16 civil parishes, förutom Hemel Hempstead som inte ingår i någon civil parish.